# Тищук Микола Федорович
Мико́ла Фе́дорович Тищу́к (* 24 березня 1924, село Йосипівка, нині Старокостянтинівського району Хмельницької області — † 1 січня 1985, Кам'янець-Подільський) — український сатирик і гуморист, байкар.

## Біографічні відомості
Закінчив 1941 року середню школу в місті Остропіль, 1961 року — з відзнакою економічний факультет Харківського сільськогосподарського інституту.
Від 1964 року жив у Кам'янці-Подільському, працював інженером на заводі залізобетонних конструкцій, очолював літературну студію при газеті «Прапор Жовтня».

## Твори
Побачили світ збірки:
- «Цап із каблучкою» (1977),
- «Страви і приправи» (1982),
- «Пес і мікрофон» (1985),
- «Підкована жаба» (1991).